# 祖逖
祖 逖（そ てき、266年 - 321年）は、西晋から東晋にかけての武将。字は士稚。東晋初期の名将として知られている。父は祖武。兄は祖該・祖納。弟は祖約。子は祖渙・祖溢・祖淮・祖汲・祖道重など。 

## 生涯
范陽郡遒県の人。祖氏は代々将軍を勤める家柄だった。父は早くに死去したため、兄に育てられた。若い頃は闊達だったが読書嫌い、礼儀知らずの問題児で兄を悩ませたという。だが義を重んじ、身分に関係なく人付き合いがよく民衆からは慕われた。学問をようやく始めたのは青年に達してからだったという。
西晋時代に陽平に移り住み司州主簿となった。当時の西晋は八王の乱・永嘉の乱と戦乱に荒れており、特に後者の乱で劉曜・石勒らの漢（後の前趙）の軍の攻撃で永嘉5年（311年）に洛陽が陥落すると、親しい友人100家余りを率いて淮泗に逃げた。老人がいれば車に乗せてやり、自分は決して楽をしなかったとされ、薬物・衣服・食糧などは全て皆に平等に分け、智謀と指導力によって周囲から主と推戴された。この一事が当時の琅邪王として江南にいた司馬睿に聞こえ、召し出されて軍諮祭酒に任命されて重臣となった。
後に西晋が劉曜の攻撃により完全に滅亡し司馬睿が元帝として即位して江南に東晋が成立すると、祖逖は志を同じくする若者を糾合して元帝に五胡に荒らされる中原恢復のために自らを将軍位に任命して軍を与えて北伐を許可するように上奏した。元帝は上奏に応じて奮威将軍・豫州刺史に任命したが、北伐の意志は無かったので1000人分の布と兵糧を与えただけで武器を与えず、兵は自らで集めるように命じた。祖逖は自ら義勇兵2000人を集め、勇躍して北伐を開始したが、長江を渡った際に「我、中原を平定できぬうちは、再びこの長江を渡りはせぬぞ」と述べて部下を感嘆させたという。 
祖逖は勇戦して後趙の石勒と戦い、計略や武勇をもって数の差など苦にしないかのようにたびたび石勒を破った。大興2年（319年）には石虎に敗れたが、それでも勇戦奮闘して黄河以南の地をほぼ制圧した。祖逖は出世しても人付き合いは昔のように身分にこだわらずに誰でも気安く接し、任侠に溢れ、自らは倹約に務めて贅沢をせず人夫として荷を担いで働いたりする事もあったとされ、財産は惜しみなく功ある者に分け与えたため、部下をはじめ、彼に制圧された地域の農民や敵対した武将までもがそれを慕って味方する事も少なくなかったという。
大興3年（320年）に雍丘に進軍し、河南の多くの郡県を晋に帰属させた。その功績により元帝から鎮西将軍に任命された。この頃、華北では劉曜の前趙・石勒の後趙が鼎立して抗争していたため、祖逖はその間隙を突いて河北まで進出し、その軍功大として征西将軍・都督六州諸軍事に昇進した。祖逖は富国強兵に励み、華北の両国が争う隙を突けば中原は奪回できると考え、合肥に駐屯した。だがこの頃、東晋では朝廷内部において権力抗争が起きており、元帝は江州牧の王敦を恐れて、また皇帝権力の強化を図って劉隗・戴淵に軍権を与えて祖逖の軍権を取り上げてしまった。祖逖は内乱で乱れる東晋の将来を憂いて病に倒れ、大興4年（321年）に雍丘で病死した。享年56。
元帝はその功績を称え、車騎将軍の位を追贈した。

## 人物

### 武勇
石勒は祖逖と連戦して敗れ、彼の武威を恐れた。そのため後趙領内にある祖逖の祖父の墓地を修理して墓守を置いたりした。また祖逖の部下が罪を犯して後趙に逃れて来た際には匿わずにその首を斬って送り返すなど、常に祖逖の意を迎える事に務めたという。
朝廷の権力独占を図っていた王敦にとって目の上の瘤は祖逖だったが、その祖逖が死んだ事に喜んで以後ますます野心を露骨にし出したという。
祖逖が死ぬと、豫州の民はこぞって涙を流し、彼のために祠を建てる事が続いたという。

### 劉琨との関係
劉琨とは若い時からの親友で、西晋が悲運に見舞われた事に憤慨し祖国のために力を尽くそうと誓い合った。ある夜、2人が同部屋で寝ていると、真夜中に突然鳩が刻（とき）をつくったが、この時、祖逖は蒲団をはねて起き上がり、寝ている劉琨を起こして「起きよ。鳩が夜中に刻をつくるのは乱世の印だと申すが、我々にとっては腕の見せ所だ。痛快ではないか」と述べたという。
劉琨は常に祖逖の事が頭にあり、「私はいつも祖君が私より先に鞭（先鞭）をつけはしないかと心配しているのだ」と人に語った。

### 引用元
1. ↑  川本『中国の歴史、中華の崩壊と拡大、魏晋南北朝』、P124
2. ↑  『世説新語』
3. 1 2 3  駒田『新十八史略4』、P83
4. 1 2 3 4 5 6 7  駒田『新十八史略4』、P84
5. 1 2 3  駒田『新十八史略4』、P85